# José Antonio Rivera
José Antonio Rivera est un boxeur américain né le 7 avril 1973 à Philadelphie, Pennsylvanie.

## Carrière
Passé professionnel en 1992, il devient champion d'Amérique du Nord NABA des poids welters en 2001 puis s'empare du titre vacant de champion du monde des super-welters WBA le 6 mai 2006 en dominant aux points Alejandro García. Rivera perd cette ceinture dès le combat suivant le 6 janvier 2007 face à Travis Simms. Battu ensuite par Daniel Santos, il poursuit néanmoins sa carrière et présente un bilan fin 2011 de 41 victoires, 6 défaites et 1 match nul.

## Référence
1. ↑  (en) Alejandro Garcia vs. Jose Antonio Rivera (boxrec.com)